# Aura Soltana

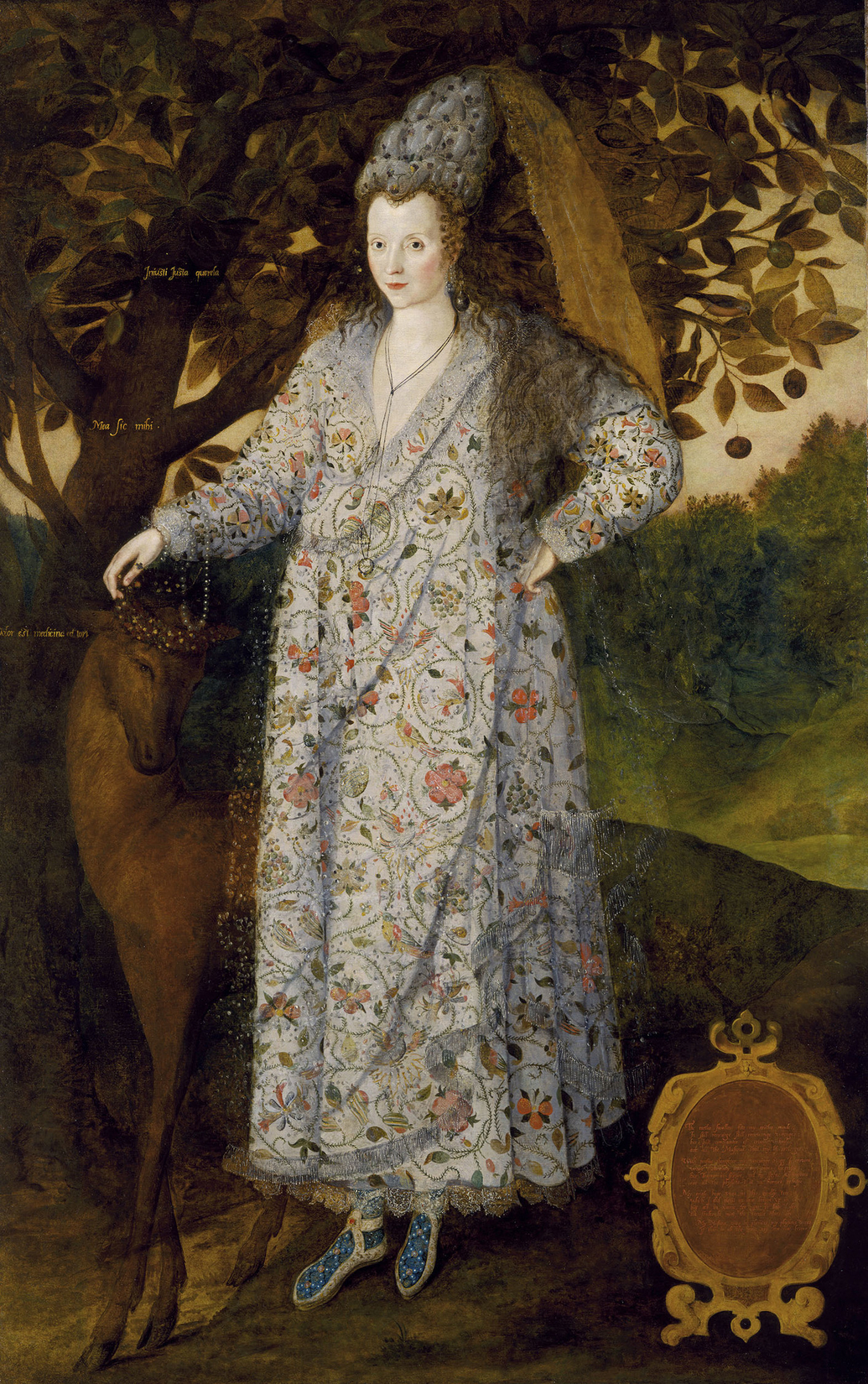
Marcus Gheeraerts den yngre (c. 1561-1636), porträtt av en okänd kvinna. Detta porträtt har antagits föreställa Aura Soltana.

Aura Soltana, även kallad Ipolitan the Tartarian, var en engelsk hovfunktionär.
Aura Soltana köptes på slavmarknaden av Anthony Jenkinson under hans resa till Ryssland och Centralasien 1558-1560. Jenkins överlämnade henne som gåva till Elisabet I vid hans återkomst till England. Hennes status som slav bör legalt sett ha upphört så fort hon passerade gränsen till England, eftersom slaveriet förbjöds i England 1102. 
Ett flertal gåvor till Aura nämns under hennes tid vid hovet, bland annat en docka och dyrbara kläder. Hon tycks ha blivit omhändertagen av Kat Ashley, behandlats som Elisabets fosterbarn, och sedan i praktiken fungerat som en hovdam. Hon nämns sist 1569. 